# Zaretxni (Rostov)
|  | Per a altres significats, vegeu «Zaretxni». |

Zaretxni (en rus: Заречный) és un poble (un khútor) de l'óblast de Rostov, a Rússia, segons el cens rus del 2010 tenia 78 habitants. Pertany al districte de Zernograd.